# Jan Zbigniew Słojewski

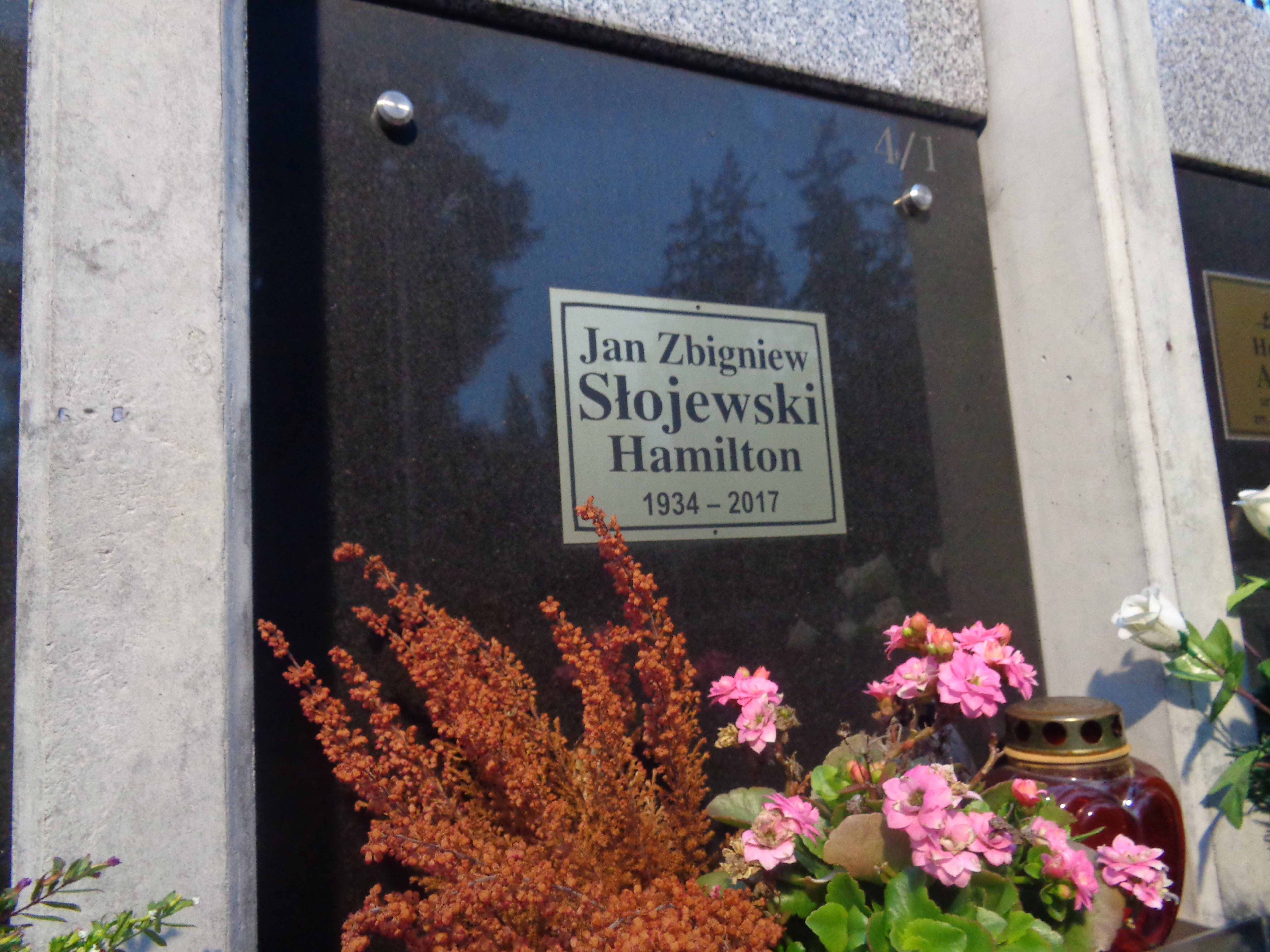
Grób Jana Zbigniewa Słojewskiego na Cmentarzu Wojskowym na Powązkach

Jan Zbigniew Słojewski (ps. Hamilton) (ur. 12 stycznia 1934, zm. 8 sierpnia 2017) – polski krytyk literacki, felietonista. Publikował m.in. we „Współczesności”, „Kulturze” (tzw. warszawskiej), „Polityce”. W młodym wieku wcielił się w postać sędziwego starca, który pamięta czasy I wojny światowej i pisał pod pseudonimem Hamilton. W latach 60. i 70. należał do czołówki felietonistów polskich. 
Jak pisze Krzysztof Mroziewicz w branżowej książce Dziennikarz w globalnej wiosce, w tamtych czasach „Kulturę” zaczynało się czytać od felietonów Hamiltona. Łączył w nich dystans do świata, przekorę i osobliwe spojrzenie na sprawy. 

Krytyk Słojewski tak charakteryzował autora felietonów Hamiltona: 

Ma bzika na punkcie maksymalnej kondensacji i krótkości, toteż wiele jego felietonów to są właściwie zbiory aforyzmów. Lubi wyrażenia skłócone ze sobą, z różnych parafii, z których robi jedną formułę (...) I on sam jest też trochę, taki jak jego paradoksalne formuły. Racjonalista, ale ze świadomością, że wszystkiego zrozumieć nie można, z szacunkiem dla spraw niedocieczonych, dla tajemnicy. Wolnomyśliciel i ateista tak zafascynowany teologią, że daj Boże ludziom wierzącym. (...) Intelektualista, który podejrzliwie odnosi się do abstrakcyjnych konstrukcji, który ma manię sprawdzania wszystkiego, którego fascynuje empiryczny konkret. Konserwatysta, ale rozwścieczony, choleryczny, gwałtowny (...) Ironista, ale przecież bywa poważny...

 (Hamilton, Maleńka złota szubienica). 
W latach 1994–2004 pisywał dla „Polityki” (do 1998 jako „HAM”) Perswazje i wycinki, które pojawiały się na łamach nieregularnie, ostatnio coraz rzadziej. 
Wydał zbiory felietonów: Maleńka złota szubienica, Puste miejsce, Drzwi na lewo, drzwi na prawo, Pod znakiem  lwa i armaty, Kiedy twarda waluta zmięknie.
Pochowany na cmentarzu Powązki Wojskowe w Warszawie (kwatera Q kol.8-1-4).